# Козелець (Бидґозький повіт)
Козелець (пол. Kozielec) — село в Польщі, у гміні Добрч Бидґозького повіту Куявсько-Поморського воєводства.
Населення — 180 осіб (2011).
У 1975-1998 роках село належало до Бидгощського воєводства.

## Демографія
Демографічна структура станом на 31 березня 2011 року:
|          | Загалом | Допрацездатний вік | Працездатний вік | Постпрацездатний вік |
| -------- | ------- | ------------------ | ---------------- | -------------------- |
| Чоловіки | 91      | 24                 | 61               | 6                    |
| Жінки    | 89      | 14                 | 57               | 18                   |
| Разом    | 180     | 38                 | 118              | 24                   |